# Белый пароход (фильм, 2024)
«Бе́лый парохо́д» — российско-французская мистическая драма, дебютный полнометражный фильм Инги Шепелёвой. Производством проекта занимались компании Mimesis, Студия творческих инициатив «Открытие», «Сайдам Барыл», Limitless при поддержке Министерства культуры Российской Федерации и фонда «Кинопрайм».
Впервые картина была показана 6 октября 2024 года в рамках конкурсной программы полнометражных фильмов II Фестиваля актуального российского кино «Маяк» в Геленджике.
Фильм вышел в российский прокат 19 июня 2025 года.

## Сюжет
Олега Евгеньевича назначают директором музыкальной школы одного из якутских городов. Приехав туда из Москвы, новый начальник решает навести в учебном заведении свои порядки. Против изменения репертуара детского хора выступает его руководитель Марта Григорьевна.

## Актёры и роли
| Актёр               | Роль              |
| ------------------- | ----------------- |
| Элла Соколова       | Марта Григорьевна |
| Александр Кошкидько | Олег Евгеньевич   |
| Роман Атласов       | Федот             |

## Производство
- Автор сценария и режиссёр Инга Шевелёва сняла фильм по мотивам повести, которую написала в 21 год[4].
- В апреле 2020 года проект стал победителем Якутского питчинга дебютантов-2020[5].
- В 2020 году «Белый пароход» был отобран «Роскино» и Министерством культуры Российской Федерации для участия в европейской образовательной программе для продюсеров EAVE On Demand[6].
- «Белый пароход» стал первым якутским дебютным фильмом, который получил поддержку Министерства культуры Российской Федерации[7].
- Съёмки стартовали в июне 2022 года и проходили в Якутске, населённом пункте Кангалассы и на Жатайском затоне. В картине принимали участие непрофессиональные актёры, юные музыкальные дарования Якутии и их учителя, а также сова Соня[8].
- «Белый пароход» стал первым в России фильмом, в котором углеродный след был полностью компенсирован. Команда проекта совместно с эко-супервайзерами из Sister Mary внедрила устойчивые практики на съёмочной площадке: использование многоразовой посуды, сортировка мусора, экологичные материалы. Как завершающий экологический жест — высадка 500 деревьев на территории Звенигородского лесничества Московской области[9][10].
- С 10 по 18 июня 2025 года в Якутске, Новосибирске, Екатеринбурге, Москве, Краснодаре, Омске, Санкт-Петербурге прошли допремьерные показы фильма и последующее обсуждение картины с её создателями[11].

## Награды
- 2024 — Гран-при конкурса экологичного кинопроизводства «Зелёный экран» в Мурманской области[12]
- 2025 — Приз полнометражного конкурса «Лучшая операторская работа» (Вероника Соловьёва) на IV фестивале современного кино «Алафейская гора» в Тобольске[13]
- 2025 — Специальный приз жюри конкурса этнического и регионального кино на VIII Чебоксарском международном кинофестивале, посвящённом этническому и региональному кино в Чувашии[14]
- 2025 — Приз за лучшую сценарную работу конкурса полнометражных игровых и неигровых фильмов (Инга Шепелёва) на IX Арктическом международном кинофестивале «Золотой ворон» в Анадыре[15]

## Мнения о фильме
Картина получила неоднозначные оценки критиков и журналистов.
- Юлия Шампорова, MovieStart:

Эта картина парадоксально сочетает в себе драматическую канву и жанрообразующие элементы «Вестсайдской истории» и быт и проблематику «Слова пацана», в финале преобразуясь в нечто, близкое по своей природе к «Ла-Ла Ленду».
- Алексей Филиппов, «Кино-театр.ру»:

Инга Шепелёва призывает к свету киноэкрана многообразие нарративов: от мифических и житейских до романтических и (отчасти) исторических. Переклички с живописью Каспара Давида Фридриха или рукотворными фильмами Ренаты Литвиновой и видеохудожницы Юлдус Бахтиозиной, дебютировавшей фильмом «Дочь рыбака», уравновешены игрой на варгане-хомусе и скрипке-кырыымпе, уникальной вокальной традицией и обязательными для якутских фильмов (и земель) деревьями, с повязанными на ветвях ленточками-кыйра.
- Максим Острый, «Бюллетень кинопрокатчика»:

Мистическое единение преподавательницы со своими воспитанниками, которых она обучает песням матери-земли, воздуха, первой влюблённости, одиночества, в конечном итоге — родной земли, и в целом эффектный квазиобрядовый визуальный ряд также оказываются принесены в жертву не в меру романтическому мироощущению авторов фильма.
- Василий Корецкий, «Кинопоиск»:

В сущности, фильм снят в логике музыкального клипа, привычной Шепелёвой. Неожиданным для зрителя его делает радикальное замедление визуального ряда.